# In This Room
In This Room è il terzo album dei The 3rd and the Mortal, pubblicato nel 1997.

## Tracce
1. Stream – 4:25
2. Monody – 3:46
3. So Pure – 4:01
4. The Wooden Lodge – 2:36
5. Sophisticated Vampires – 4:11
6. Harvest – 4:24
7. Did You – 4:48
8. Myriad of Peep-Holes – 4:48
9. Sort of Invisible – 4:25
10. A Touch of... – 4:53
11. Hollow – 5:15
12. The Barge – 1:29
13. Sleep – 4:05

## Formazione
- Ann-Mari Edvardsen - voce, tastiere
- Rune Hoemsnes - batteria, percussioni
- Finn Olav Holthe - chitarra, tastiere, campionatore
- Geir Nilsen - chitarra, tastiere, pianoforte
- Trond Engum - chitarra
- Bernt Rundberget - basso